# Доналд Томас
Доналд Томас (на английски: Donald Thomas) е състезател по скок на височина.

## Биография
Роден е на 1 юли 1984 г. на Бахамите. В началото тренира баскетбол, след което се насочва към леката атлетика и по-точно към скока на височина.
Година по-късно, като дебютант, с 235 см, преодолени от 1-вия път, печели титлата при мъжете на световното първенство по лека атлетика в Осака през 2007 г.